# Jüdischer Friedhof (Příbram)
Koordinaten: 49° 38′ 7″ N, 14° 16′ 8″ O

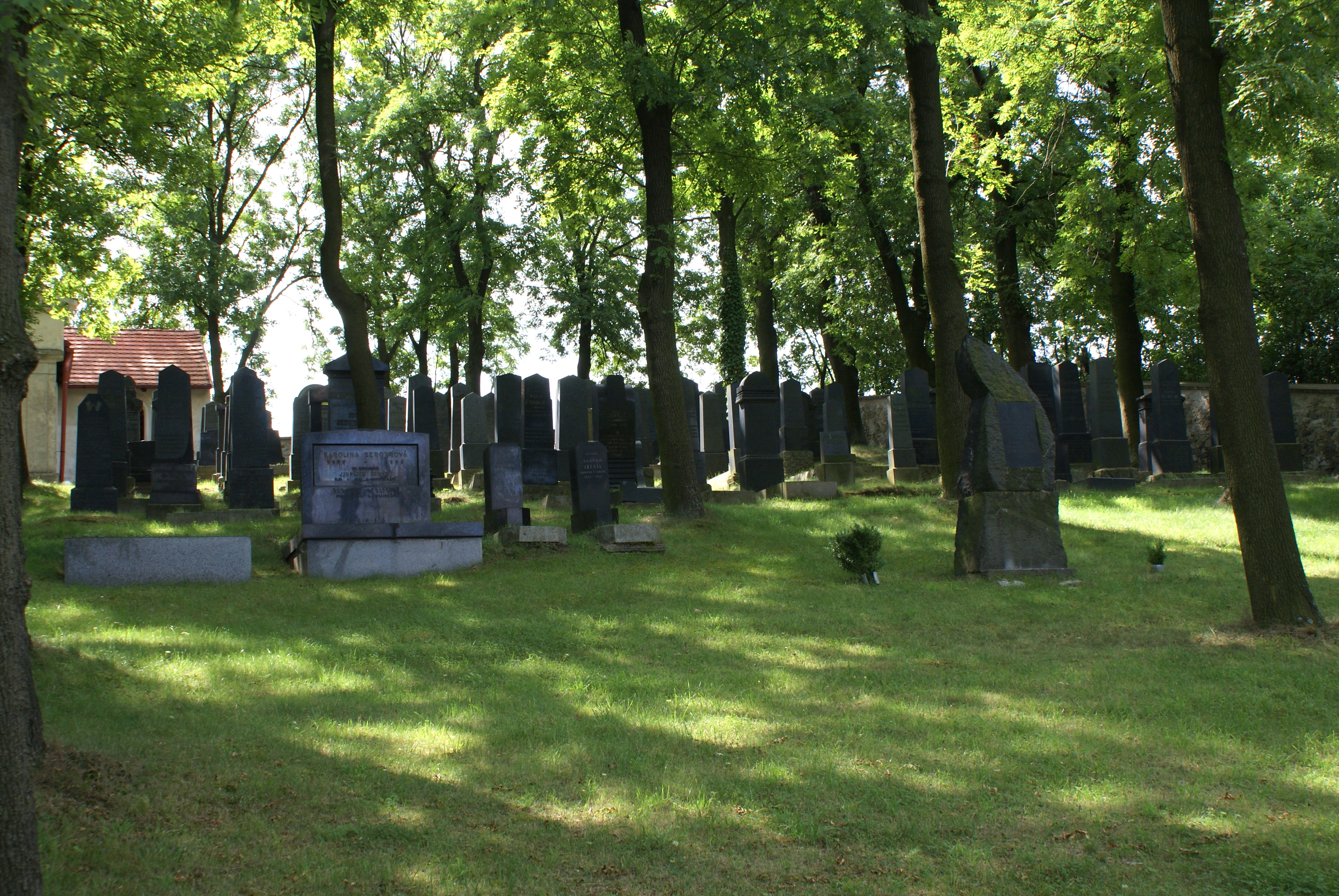
Jüdischer Friedhof in Příbram

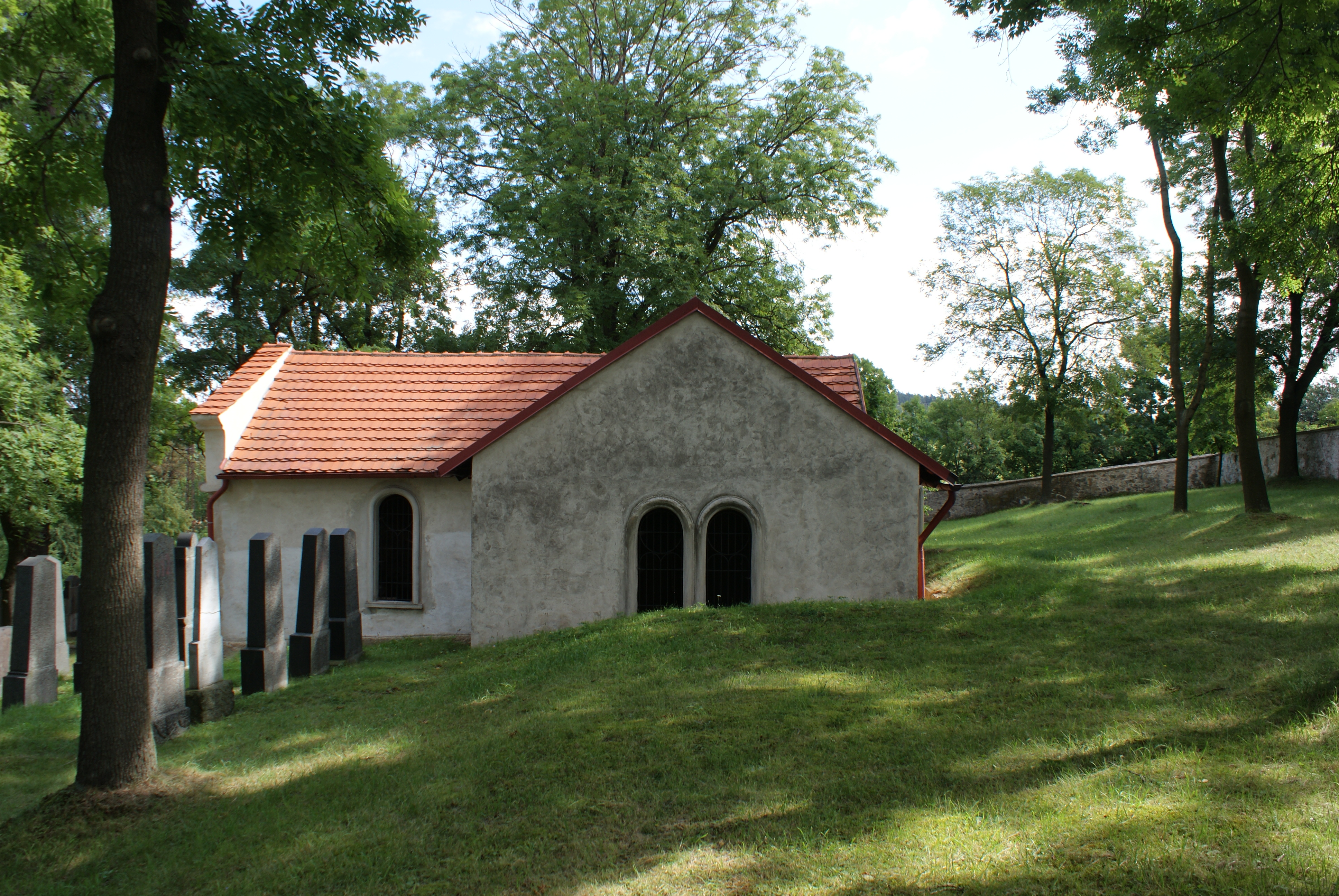
Trauerhalle

Der Jüdische Friedhof in Příbram (deutsch Pribrans), einer Stadt im tschechischen Okres Příbram der Region Středočeský kraj (deutsch Mittelböhmische Region), wurde in den 1880er Jahren angelegt. Auf dem jüdischen Friedhof befinden sich circa 50 Grabsteine.